# Franc Bogovic
Franc Bogovic, belgijski podjetnik in politik, * 5. januar 1987, Genk.
Franc Bogovic je belgijski podjetnik in politik slovenskih korenin. Bil je poslanec desnosredinske stranke Open Vld v flamskem parlamentu, trenutno pa je COO in namestnik generalnega direktorja finance&amp;invest.brussels.

## Življenjepis
Bogovic je odraščal v Maasmechelenu (njegov dedek je v petdesetih letih z družino pobegnil iz komunistične Jugoslavije, s področja Slovenije). Na občinski humanistični šoli Dilsen-Stokkem je študiral matematiko in naravoslovje. Sodeloval je v lokalnem dijaškem parlamentu in Flamskem šolskem združenju ter ustanovil majhno podjetje.
Študij je nadaljeval na Solvay Brussels School of Economics and Management; diplomiral je iz komercialnega inženiringa na Vrije Universiteit Brussel (Erasmus semester na HEC Lausanne) in magistriral iz Ingenieur de Gestion na Université libre de Bruxelles (Erasmus semester na Univerzi Ludwiga Maximiliansa v Münchnu). Kot študent je bil nacionalni predsednik Liberalne flamske študentske zveze in podpredsednik bruseljske podružnice LVSV. Nato je bil osrednji član in politični sekretar Jong VLD ter predsednik bruseljskega oddelka Jong VLD.
Svojo kariero je začel v sektorju tveganega kapitala, se leta 2012 preselil v Vietnam in začel poslovati v avtomobilskem sektorju v Hanoju. Nato se je pridružil podjetju Nova Reperta, ostal pa je aktiven tudi kot podjetnik in mentor v različnih start-upih. Leta 2014 je ustanovil Urban Crops, ki je bil takrat predhodnik v sektorju vertikalnega kmetovanja.
Konec septembra 2018 je postal poslanec flamskega parlamenta za desnosredinsko stranko Open VLD.
Kot član Open VLD je Bogovic član v univerzitetnem svetu in revizijski komisiji Vrije Universiteit Brussel ter v upravnih odborih pristanišča Bruselj in Flageygebouw. Je tudi direktor v bruseljskem flamskem klubu De Warande, Caring Hat Fund, neprofitni organizaciji, ki jo je ustanovila bruseljska izdelovalka klobukov Fabienne Delvigne.
Aprila 2020 je bil Bogovic imenovan za COO in podpredsednika direktorja finance&amp;invest.brussels. Z izvršnim direktorjem Pierrom Hermantom je preoblikoval to javno-zasebno investicijsko družbo regije glavnega mesta Bruselj v učinkovito podjetje. Finance&invest.brussels NV je leta 2021 vložil več kot 100 milijonov evrov v bruseljsko gospodarstvo, ustanovil sklad podrejenega dolga, imenovan boosting.brussels, in ponovno zagnal svojo začetno hčerinsko družbo Brustart NV. Poleg tega je dvojcu v razmeroma kratkem času uspelo realizirati izstope, kot je prodaja deleža Brustarta v Greenomyju.
Januarja 2023 je začel nadaljnji študij na Univerzi Oxford in zlasti Executive MBA na Saïd Business School. Je tudi član Worcester Collegea.

## Zasebno
Je poročen in ima 2 otroka. Je sorodnik slovenskega politika Franca Bogoviča.